# Achille Souchard
Alphonse Achille Souchard (Allonnes, 17 maggio 1900 – Parigi, 20 settembre 1976) è stato un ciclista su strada francese.

## Palmarès
Olimpiadi
- 1 medaglia:
  - 1 oro (corsa a squadre a Anversa 1920)